# Luce diurna e incubo
(G. K. Chesterton, Luce diurna e incubo, Un folle racconto)
Luce diurna e incubo: storie e racconti estravaganti (Daylight and Nightmares: Uncollected Stories and Fables) è una raccolta di racconti fantastici di G. K. Chesterton, pubblicata in questa forma per la prima volta nel 1986.
I racconti, raccolti da Marie Smith, abbracciano l'intera carriera di scrittore di Chesterton, e sono distribuiti in tre grandi gruppi che rappresentano approssimativamente tre periodi della vita dell'autore. I racconti sono estremamente eterogenei quanto a genere e stile, spaziando dal fantastico al surreale, dall'allegoria alla fiaba, dalla spensieratezza favolistica alle tinte inquietanti dell'orrore.
Molti dei racconti anticipano idee e temi che Chesterton avrebbe poi rielaborato ed espanso in romanzi veri e propri: ad esempio A casa con nostalgia di casa anticipa Uomovivo; L'albero dell'orgoglio anticipa Gli alberi dell'orgoglio; sono inoltre presenti immagini e metafore che l'autore aveva giù utilizzato ne Il cavaliere pazzo e altre poesie.

## Edizioni
- (EN)  G. K. Chesterton, Daylight and Nightmare: Uncollected Stories and Fables, New York, Dodd, Mead & Company, 1986, ISBN 0-396-08889-9.
- G. K. Chesterton, Luce diurna e incubo, a cura di Giulio Mainardi, Milano, Jouvence, 2020, ISBN 978-88-7801-767-2.